# مؤتمر نقابات عدن
مؤتمر نقابات عدن كان نقابة عمالية في مستعمرة عدن، وهي محمية بريطانية في اليمن.

## التاريخ
تم تأسيس الموتمر في عام 1956 أثناء الاضطرابات العمالية الخطيرة في المنطقة. أصدر الموتمر صحيفة العمل (1957).
كان الأمين العام للنقابة عبد الله عسنج، وهو قومي عربي مؤيد للاستقلال ومعجب بعبد الناصر، كما دعا إلى الاتحاد مع اليمن. بدعم من الجمهورية العربية المتحدة، ازدادت أهمية الموتمر عندما وصلت الاضطرابات السياسية والعنف إلى ذروتها وتوقفت الأحزاب السياسية عن العمل. بحلول عام 1959، كان هو الكيان الوحيد الذي يمثل التطلعات القومية في عدن واستخدم نفوذه لمقاطعة الانتخابات باعتباره التجمع الرئيسي لاتحاد الشعب. في نوفمبر 1960 قاطع الموتمر الانتخابات البلدية في عدن. 
عندما أصبحت مستعمرة عدن جزءًا من اتحاد الجنوب العربي كدولة عدن، استمرت الاضطرابات. في الاتحاد كان للموتمر تأثير كبير في التجمع الجديد ولمنعه من السيطرة على الاتحاد في عام 1962، انضمت مستعمرة عدن السابقة إلى اتحاد جنوب الجزيرة العربية حتى يتمكن أعضاء الجمعية الموالية لبريطانيا في عدن من مواجهة نفوذ الموتمر. 
في 30 نوفمبر 1967، أصبحت دولة عدن جزءًا من جمهورية اليمن الديمقراطية الشعبية المستقلة، والمعروفة أيضًا باسم اليمن الجنوبي، وأصبح الموتمر الاتحاد التجاري الرئيسي للدولة.
عندما توحد جنوب اليمن مع الجمهورية العربية اليمنية، المعروفة أيضًا باسم اليمن الشمالي، في 22 مايو 1990، اندمج مؤتمر نقابات عمال عدن مع الاتحاد العام لنقابات العمال من أجل تشكيل الاتحاد اليمني لنقابات العمال. 
كان الموتمر عضوا في الاتحاد العالمي لنقابات العمال.